# Гензель, Курт
Курт Вильгельм Себастьян Гензель (нем. Kurt Wilhelm Sebastian Hensel, 1861—1941) — немецкий математик. Труды в области алгебраических чисел, алгебраических функций и теории римановых поверхностей. Известен открытием необычного, но оказавшегося чрезвычайно полезным топологического пространства p-адических чисел (1897 год). Член Академии «Леопольдина» (1908), президент Немецкого математического общества (1917), почётный доктор Университета Осло (1931).

## Биография и научная деятельность
Родился в 1861 году в Кёнигсберге (тогда — Королевство Пруссия). Отец учёного, Себастьян Людвиг Феликс Гензель, был сыном художника Вильгельма Гензеля и певицы Фанни Мендельсон. По линии матери Курт Гензель был потомком философа XVIII века Моисея Мендельсона. Обе бабушки и мать учёного происходили из еврейских семей, принявших христианство.
Математическое образование Курт Гензель получил в Берлинском университете имени Гумбольдта и Боннском университете, среди его наставников был Леопольд Кронекер и Карл Вейерштрасс. Окончил обучение в 1884 году. Далее он некоторое время преподавал в Берлине, а после защиты там диссертации был принят преподавателем в Марбургский университет (полный профессор с 1901 года). В Марбурге Гензель работал до отставки в 1930 году. В 1887 году женился на Гертруде Хан (Gertrud Hahn), у них родились сын и три дочери. Скончался в 1941 году.
В 1897 году Гензель открыл p-адические числа, вызвавшие огромный интерес и лавину новых исследований. Новое числовое поле оказалось незаменимым инструментом в теории чисел, общей алгебре, теории квадратичных форм. Среди учеников Гензеля были Абрахам Френкель и Гельмут Хассе.
Гензель был редактором пятитомника избранных трудов Леопольда Кронекера. В период 1903—1936 годов он участвовал в редактировании авторитетного математического журнала Крелле («Journal für die reine und angewandte Mathematik»).
С 1930 г. Курт Гензель был профессором-эмеритусом. Из-за своего еврейского происхождения от бабушки по отцовской линии он был вынужден уйти в отставку в 1935 году. До самой смерти он давал приют в своём доме в Марбурге преследуемым из-за еврейского происхождения знакомым. Умер от сердечного приступа 1 июня 1941 года. Год спустя его невестка продала Императорскому университету Страсбурга более сотни книг из его математической библиотеки.
В 1908 году Гензель был избран членом Леопольдины, в 1931 году ему была присвоена степень почетного доктора Университета Осло. В 1917 году он был президентом Немецкой ассоциации математиков.

## Основные труды
- Theorie der algebraischen Funktionen einer Variabeln und ihre Anwendung auf algebraische Kurven und Abelsche Integrale (zus. mit Georg Landsberg). Teubner, Leipzig 1902
- Theorie der algebraischen Zahlen. Teubner, Leipzig 1908[7]
- Zahlentheorie. Göschen, Berlin 1913[8]
- Gedächtnisrede auf Ernst Eduard Kummer zu dessen 100. Geburtstag[9]
- Über eine neue Begründung der Theorie der algebraischen Zahlen, Jahresbericht DMV, Band 6, 1899